# بيل فولر
بيل فولر (بالإنجليزية: Bill Fuller)‏ (6 أبريل 1944 في المملكة المتحدة - ) هو مهندس ولاعب كرة قدم بريطاني في مركز الدفاع. لعب مع كريستال بالاس ونادي مارغيت ونادي تلفورد يونايتد وبيكسلي يونايتد ‏.